# Мариньян
Маринья́н (фр. Marignane) — город и коммуна на юго-востоке Франции в регионе Прованс — Альпы — Лазурный Берег, департамент Буш-дю-Рон, округ Истр, административный центр кантона Мариньян.

## Географическое положение
Крупнейший пригород Марселя — Мариньян расположен приблизительно в 650 км к югу от Парижа, в 18 км северо-западнее Марселя.
Площадь коммуны — 23,16 км², население — 34 405 человек (2012), плотность населения — 1485,5 чел/км².

## Население
Население коммуны на 2008 год составляло 33 909 человек.
| 1962   | 1968   | 1975   | 1982   | 1990   | 1999   | 2008   |
| ------ | ------ | ------ | ------ | ------ | ------ | ------ |
| 10 664 | 20 044 | 26 477 | 31 109 | 32 325 | 34 006 | 33 909 |

### Знаменитые уроженцы
- Батист Джабикони (род. 1989) — французский манекенщик.

## Экономика
На территории коммуны находятся аэропорт Марсель Прованс и главный офис компании Eurocopter, которая производит военные вертолеты Tiger и NHI NH90.
В 2007 году среди 21 655 человек в трудоспособном возрасте (15-64 лет) 14 950 были экономически активными, 6705 — неактивными (показатель активности — 69,0 %, в 1999 году было 67,1 %). Из 14 950 активных работали 13 099 человек (7304 мужчины и 5795 женщин), безработных было 1851 (689 мужчин и 1162 женщины). Среди 6705 неактивных 2033 человека были учениками или студентами, 1461 — пенсионерами, 3211 были неактивными по другим причинам.

## Климат
| Показатель                    | Янв. | Фев. | Март | Апр. | Май  | Июнь | Июль | Авг. | Сен. | Окт. | Нояб. | Дек. | Год  |
| ----------------------------- | ---- | ---- | ---- | ---- | ---- | ---- | ---- | ---- | ---- | ---- | ----- | ---- | ---- |
| Средний суточный максимум, °C | 11,2 | 12,6 | 15,3 | 17,7 | 22,2 | 26,1 | 29,5 | 29,2 | 25,3 | 20,3 | 14,7  | 12,0 | 19,7 |
| Средняя температура, °C       | 7,1  | 8,3  | 10,7 | 13,1 | 17,4 | 21,1 | 24,1 | 24,0 | 20,4 | 16,0 | 10,8  | 8,1  | 15,1 |
| Средний суточный минимум, °C  | 3,0  | 3,9  | 6,0  | 8,5  | 12,6 | 16,0 | 18,7 | 18,7 | 15,5 | 11,6 | 6,8   | 4,1  | 10,5 |
| Норма осадков, мм             | 54   | 44   | 40   | 58   | 41   | 25   | 13   | 31   | 61   | 85   | 51    | 52   | 554  |
| Источник: Météo France        |      |      |      |      |      |      |      |      |      |      |       |      |      |

## Достопримечательности
- Оппидум. Исторический памятник с 2004 года[7].
- Дозорная башня
- Замок Мариньян[фр.]. Исторический памятник с 1984 года[8]
- Церковь Сен-Никола. Исторический памятник с 1992 года[9]
- Часовня Нотр-Дам-де-Питье (XVII век)
- Часовня Сен-Никола. Исторический памятник с 1983 года[10]
- Францисканский монастырь

## Музеи
- Музей истории искусства и народного творчества

## Фотогалерея

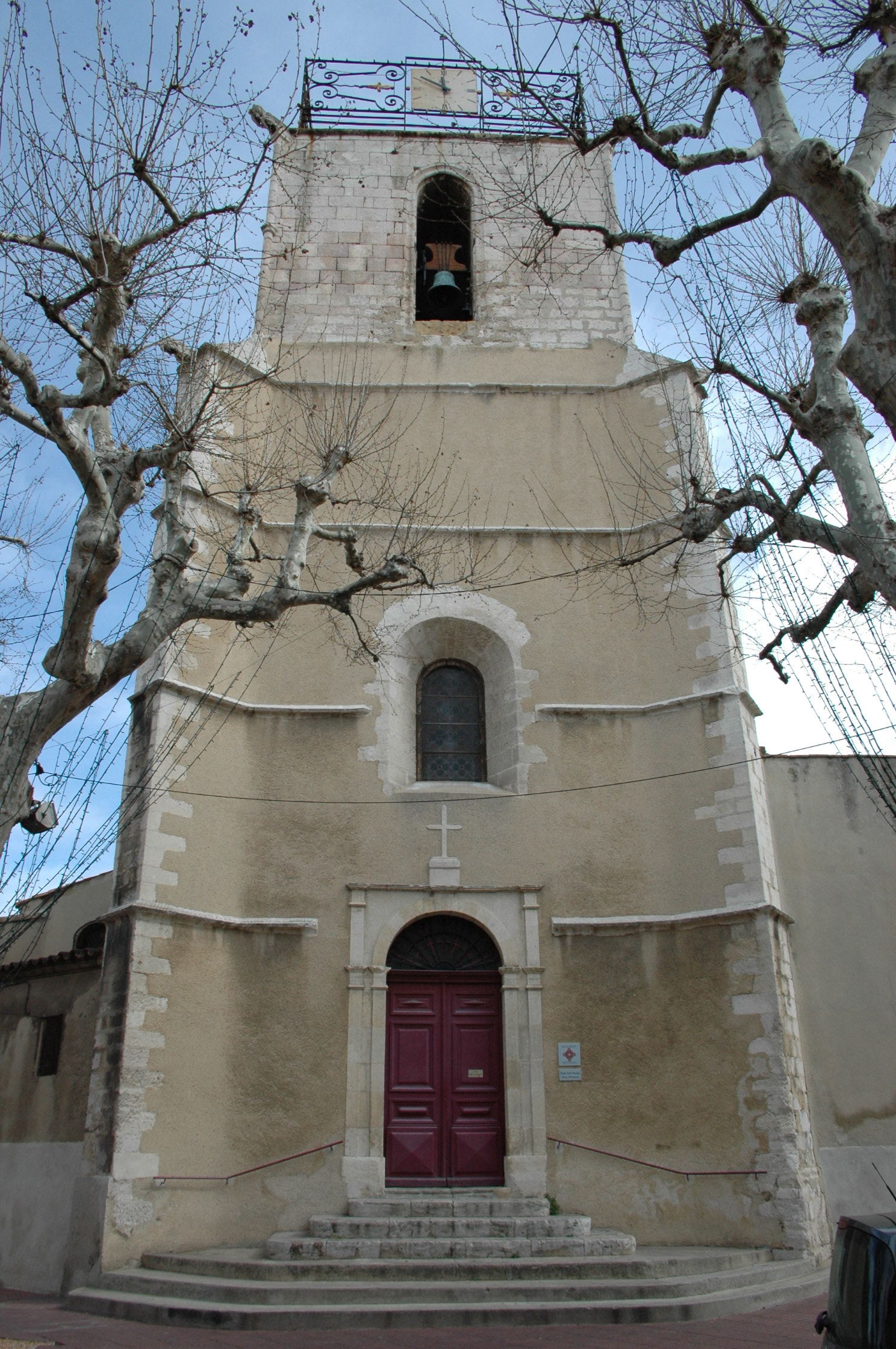
Церковь Сен-Никола
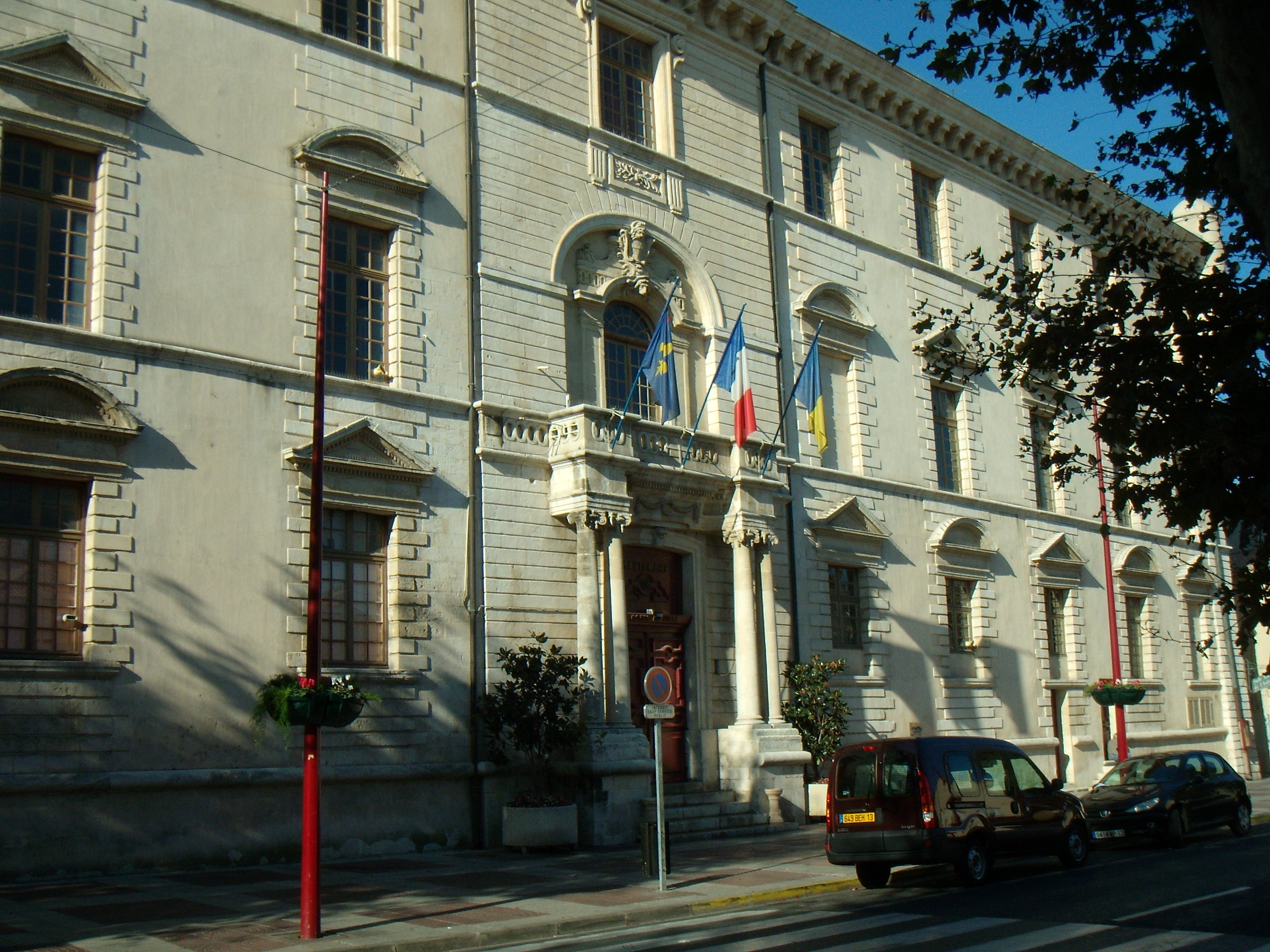
Замок Мариньян
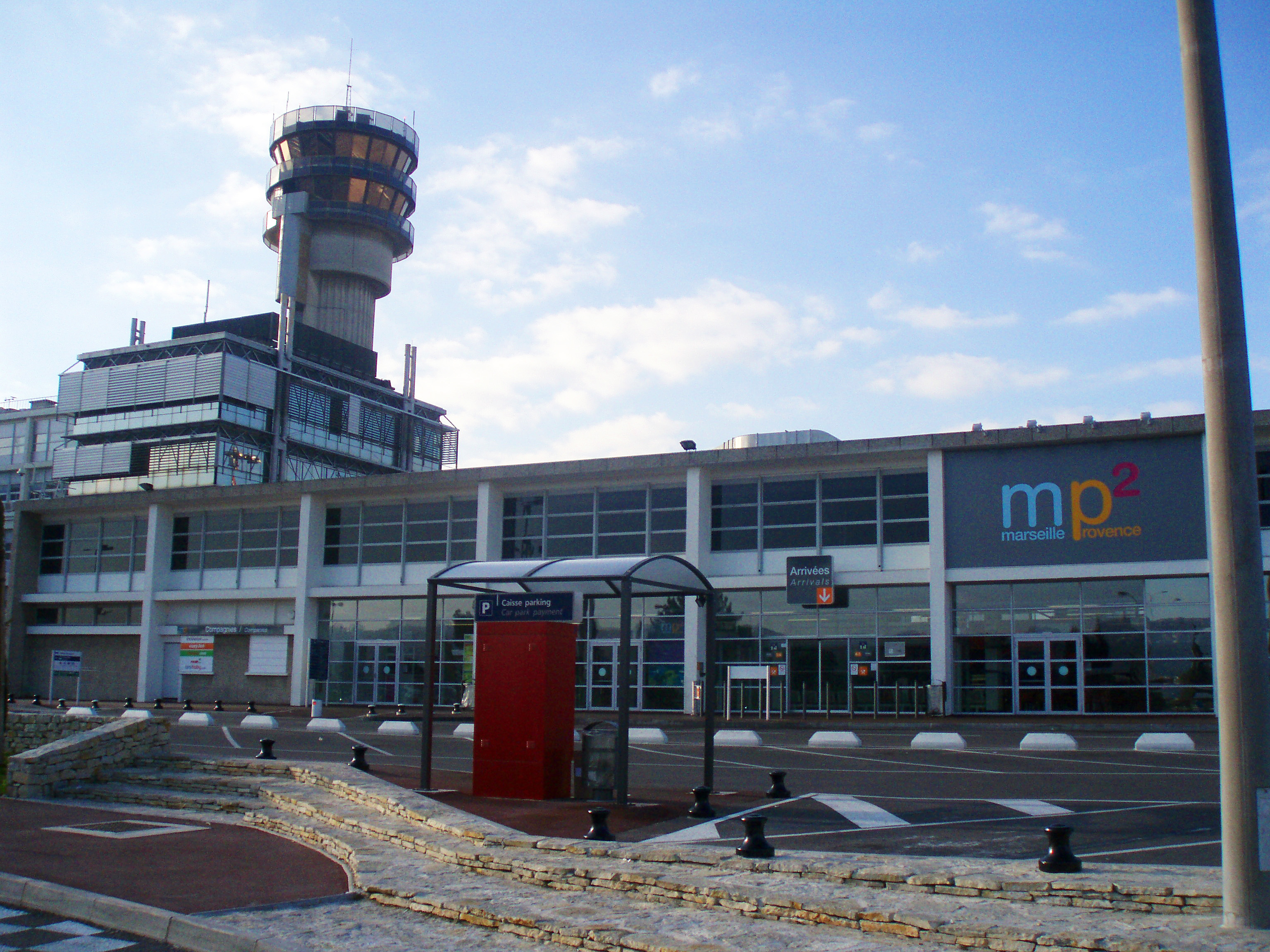
Аэропорт Марсель Прованс

## Города-побратимы
- Вольфсбург (Германия, с 1963)
- Фигерас (Испания, с 1968)
- Гёд (Венгрия, с 1996)
- Слэнич (Румыния, с 2002)
- Евпатория (Россия/Украина[11] с 2018[12]). Подписание соглашения было осуждено Министерством иностранных дел Франции как личная инициатива мэра Мариньяна Эрикa Лье Диссэ, противоречащая международному праву и не отражающая позицию французского государства по аннексии Крыма Россией[13].